# 난토정
난토정(南島町)은 미에현 와타라이군 난세이 지역에 속했던 정이다. 
국도 260호가 마을을 누비고 동쪽에서 서쪽으로 통과한다. 수산업과 임업이 주요 산업이다.'오쿠시마의 비경'이라고 칭해지는 경우가 있다
성립 50주년을 맞은 2005년 10월 1일 인접한 난세이정과 합병해 미나미이세정이 성립해 난토정은 폐지되었다.

## 지리
미에 현의 중남부, 구 이세 국의 남단에 위치하고 동쪽은 구 미나미세 정, 북쪽은 도카이 정·구 오미야 정, 서쪽은 구 기세 정에 접하고 남쪽은 구마노 나다에 임한다.마을 경계는 기이 산지나 태고 산맥에 지맥이 척량을 이루며 험준하고 고개와 터널에 의해 왕래한다. 마을 면적의 92%를 산이 차지하고
동네 취락 간 또한 고개 너머 언덕길로 터널이 많다.육로 교통의 불편함 때문에 쇼와 40년경까지는 '육로의 외딴 섬'으로 불렸다.
해안선은 산이 직접 바다로 다가오고 있는 절벽의 리아스식 해안으로 그 연장은 약 121km에 이른다.삼면을 둘러싼 산은 500-700m로 고산은 아니지만, 모두 남쪽 사면은 험하고 바다에 빠져 있다.

## 역사
구 이세국에 소속되어 있었으나 고대부터 중세 말까지는 시마국에 소속되어 미나미시마라 불렸다. 그리고 미나미시마(南志馬)의 맞댄 글자에 미나미시마(南島)라고 써서 '난토'라는 이름이 붙었다.
- 1955년 4월 1일 - 요시즈정, 시마즈촌, 오구라촌, 나카지마촌이 합병해 성립하였다.
- 2005년 10월 1일 - 난세이정과 합병해 미나미이세정이 성립하였다. 동일 난세이정은 폐지되었다.

## 교통

### 버스
미에교통

### 도로
- 국도 제260호선 (일본)(일본어판)